# Orange County Stunners 2022
Questa voce raccoglie le informazioni riguardanti gli Orange County Stunners nelle competizioni ufficiali della stagione 2022.

## Stagione
Gli Orange County Stunners partecipano al loro quarto campionato NVA. Chiudono al terzo posto la National Conference, accedendo ai play-off scudetto, dove eliminano in cinque set gli Utah Stingers ai quarti di finale e poi sconfiggono il Team Freedom in quattro parziali, accedendo alla finale scudetto, uscendo però sconfitti per 3-0 contro i Las Vegas Ramblers.

## Organigramma societario
Area direttiva
- Presidente: ?

Area tecnica
- Allenatore: Matthew Prosser

## Rosa
| N° | Nome              | Ruolo | Data di nascita  | Nazionalità sportiva |
| -- | ----------------- | ----- | ---------------- | -------------------- |
| 1  | Noly Mon          | P     | 24 giugno 1995   | Stati Uniti          |
| 3  | Shayne Beamer     | C     | 1º maggio 1995   | Stati Uniti          |
| 6  | Corey Chavers     | S     | 17 gennaio 1997  | Stati Uniti          |
| 7  | Jared Jarvis      | S     | 22 dicembre 1995 | Canada               |
| 9  | Nicholas West     | C     | 9 ottobre 1991   | Stati Uniti          |
| 10 | Dillon Emery      | O     | 29 giugno 1991   | Stati Uniti          |
| 11 | Ignacio Roberts   | P     | 28 maggio 1997   | Argentina            |
| 12 | Kevin Gear        | C     | 6 dicembre 1994  | Stati Uniti          |
| 14 | Antonio Anguizola | S     | 28 agosto 2000   | Panama               |
| 15 | Jair Santiago     | O     | 24 agosto 1995   | Porto Rico           |
| 18 | Matthew Hilling   | S     | 21 maggio 1993   | Stati Uniti          |
| 20 | Joshua Nehls      | S     | 13 luglio 1994   | Stati Uniti          |
| 25 | Dylan Shigekawa   | L     | 16 marzo 1992    | Stati Uniti          |
| 27 | Roberto Ramírez   | P     | 29 gennaio 1992  | Porto Rico           |

## Statistiche

### Statistiche di squadra
| Competizione | Punti | In casa | In casa | In casa | In trasferta | In trasferta | In trasferta | Totale | Totale | Totale |
| Competizione | Punti | G       | V       | P       | G            | V            | P            | G      | V      | P      |
| ------------ | ----- | ------- | ------- | ------- | ------------ | ------------ | ------------ | ------ | ------ | ------ |
| NVA          | 22    | 0       | 0       | 0       | 0            | 0            | 0            | 13     | 9      | 4      |
| Totale       | -     | 0       | 0       | 0       | 0            | 0            | 0            | 13     | 9      | 4      |

G = partite giocate; V = partite vinte; P = partite perse

### Statistiche dei giocatori
| Giocatore    | NVA | NVA | NVA | NVA | NVA | Totale | Totale | Totale | Totale | Totale |
| Giocatore    | P   | PT  | AV  | MV  | BV  | P      | PT     | AV     | MV     | BV     |
| ------------ | --- | --- | --- | --- | --- | ------ | ------ | ------ | ------ | ------ |
| A. Anguizola | ?   | 20  | 18  | 0   | 2   | ?      | 20     | 18     | 0      | 2      |
| S. Beamer    | ?   | 90  | 58  | 22  | 10  | ?      | 90     | 58     | 22     | 10     |
| C. Chavers   | ?   | 104 | 94  | 5   | 5   | ?      | 104    | 94     | 5      | 5      |
| D. Emery     | ?   | 20  | 13  | 3   | 4   | ?      | 20     | 13     | 3      | 4      |
| K. Gear      | ?   | 12  | 9   | 3   | 0   | ?      | 12     | 9      | 3      | 0      |
| M. Hilling   | ?   | 129 | 106 | 7   | 16  | ?      | 129    | 106    | 7      | 16     |
| J. Jarvis    | ?   | 74  | 58  | 13  | 3   | ?      | 74     | 58     | 13     | 3      |
| N. Mon       | ?   | 2   | 0   | 2   | 0   | ?      | 2      | 0      | 2      | 0      |
| J. Nehls     | ?   | 33  | 30  | 1   | 2   | ?      | 33     | 30     | 1      | 2      |
| R. Ramírez   | ?   | 24  | 13  | 6   | 5   | ?      | 24     | 13     | 6      | 5      |
| I. Roberts   | ?   | 5   | 4   | 0   | 1   | ?      | 5      | 4      | 0      | 1      |
| J. Santiago  | ?   | 167 | 138 | 18  | 10  | ?      | 167    | 138    | 18     | 10     |
| D. Shigekawa | ?   | 0   | 0   | 0   | 0   | ?      | 0      | 0      | 0      | 0      |
| N. West      | ?   | 140 | 86  | 33  | 21  | ?      | 140    | 86     | 33     | 21     |

P = presenze; PT = punti totali; AV = attacchi vincenti; MV = muri vincenti; BV = battute vincenti